# Stanford-le-Hope
Stanford-le-Hope – miasto w Anglii, w hrabstwie ceremonialnym Essex, w dystrykcie (unitary authority) Thurrock. Leży 25 km na południe od miasta Chelmsford i 39 km na wschód od Londynu. W 2001 miasto liczyło 6630 mieszkańców.